# Rhadinodonta
Rhadinodonta is een geslacht van insecten uit de orde vliesvleugeligen (Hymenoptera) en de familie Ichneumonidae.

## Soorten
- R. bella Heinrich, 1968
- R. camerunensis Heinrich, 1968
- R. flaviger (Wesmael, 1845)
- R. maculata Szepligeti, 1908
- R. obscurator (Morley, 1919)
- R. rufidens (Wesmael, 1845)
- R. usambarica Heinrich, 1968